# Erebia loricarum
Erebia loricarum är en fjärilsart som beskrevs av Kovács 1966. Erebia loricarum ingår i släktet Erebia och familjen praktfjärilar. Inga underarter finns listade i Catalogue of Life.